# Michael McCulley
Michael James McCulley (* 4. srpna 1943 San Diego, Kalifornie, Spojené státy americké) je bývalý americký astronaut.

## Životopis
Vystudoval Purdue University. V NASA byl od května 1984 do října 1990 a v té době také absolvoval výcvik a letěl do vesmíru. Rok po svém návratu z NASA odešel. V letech 1993–1996 na základně Cape Canaveral zastával funkci zástupce společnosti Lockheed Martin Space Operations. V roce 2007 (ve věku 63 let) se stal vedoucím pracovníkem United Space Alliance na stejné základně.

## Let do vesmíru
Byl na palubě amerického raketoplánu Atlantis při jeho pátém startu v říjnu 1989 ve funkci pilota. Start byl jako obvykle na kosmodromu Mysu Canaveral (USA, stát Florida). Pětidenní mise na oběžné dráze Země se zúčastnila tato pětice astronautů: Donald Williams, Franklin Chang-Diaz, Shannon Lucidová, Ellen Bakerová a Michael McCulley. Hlavním (splněným) úkolem bylo vynést na oběžnou dráhu sondu Gallileo, které pak putovala k planetě Jupiter pro provedení vědeckých výzkumů. Raketoplán přistál na základně a kosmodromu Edwards v Kalifornii.
McCulley je registrován jako 219. člověk ve vesmíru s téměř 5 dny strávenými v kosmu. Mise STS-34 byla katalogizována v COSPARu pod číslem 1989-084A.
- STS-34 Atlantis (18. října 1989 – 23. října 1989)